# Mir-Sayid-Bakhrom-Mausoleum
Das Mir-Sayid-Bakhrom-Mausoleum (Usbekisch: Mir Said Bahrom) ist ein Mausoleum aus dem 10./11. Jahrhundert in der Stadt Karmana in der Nähe von Navoiy, Usbekistan. Mir Sayid Bakhrom hat ähnliche Merkmale wie das Samaniden-Mausoleum in Buchara, das Arab-Ata-Mausoleum in der Samarkand und das Mausoleum von Oq Ostona Bobo in der Region Surxondaryo. Dieses Bauwerk ist das kleinste Mausoleum in Usbekistan. Das Mausoleum von Mir Said Bahrom wurde 1942 von der Archäologin und Orientalistin Antonina Pisarchik entdeckt. Danach wurde das Mausoleum mehrmals repariert. Es wurde 1976 vollständig restauriert.

## Architektur
Im Sommer 1947, als der Alabasterputz im Inneren des Mausoleums entfernt wurde, hatten die Wissenschaftler die Möglichkeit, die Architektur des Mausoleums gründlich zu studieren. Nach den Untersuchungen war das Mausoleum fast quadratisch (Jam) geformt, die Innenmaße waren 4,47 × 4,40 m. Die Wände bestanden aus 21 × 21 × 2,5 cm kleinen gebrannten Ziegeln mit Hilfe von Ganchkhok ("Материалы по истории и теории архитектуры Узбекистана", p. 47, 1950).
Das Mausoleum ist mit gebrannten Ziegeln im für die Architektur der Samanidenzeit typischen Stil geschmückt. Die Front besteht aus drei Teilen, mit einem Rand. Seine Fassade und zwei Seiten sind aus kleinen Ziegeln gefertigt. Verse aus dem Koran sind in kufischer Schrift auf dem Rand von Ravak geschrieben. Ein bogenförmiger geschnitzter Zaun auf dem Dach und Ziegel auf den Säulen sind paarweise im „Doppel“-Stil gefertigt. Die Seiten- und Rückwände sind schmucklos. Die innere Kuppel ruht auf einem achteckigen Bogen (fünf Ziegelsäulen) mit einer Basis. Die Spitze ist aus Ziegel (26,5 × 26,5 × 5 cm) gefertigt. Das Mausoleum wurde mehrmals renoviert (1960er bis 1970er Jahre) und hat sein ursprüngliches Aussehen verloren. Das Mausoleum zeichnet sich durch das klare Verhältnis der architektonischen Teile und die Kompaktheit seiner Muster aus.
An beiden Seiten des Eingangs (Südwand) des Mausoleums von Mir Said Bahrom wurden achteckige Säulen aus gebrannten Ziegeln mit den Maßen 21 × 21 × 2,5 cm errichtet. Das Schachbrettmuster dieser Ziegel verleiht den Säulen ein sprudelndes Aussehen und betont die Lichter und Schatten auf den Säulen. Säulen in dieser Form sind charakteristisch für die Architektur des Somoniten-Mausoleums. Formen des gleichen Aussehens sind um den Eingangsbogen herum vorhanden. Nur ist in diesem Fall die Figur viel kleiner und dünner als in der Säule, ihre Breite beträgt 10,5 cm. Diese Formen bestehen aus halbgebrannten Ziegeln. Diese Schachbrettornamente umfassen einen breiten, reliefartigen Bogen mit sich kreuzenden Mäandern und Quadraten, die durch Linien verbunden sind.
Das Mausoleum von Mir-Sayid Bakhrom verlor sein ursprüngliches Aussehen durch mehrere Renovierungen. Auf der westlichen Seite des Mausoleums gab es einen natürlichen Hügel. Der Hügel ist umgeben von dem Friedhof von Mir-Sayid Bakhrom (jetzt gibt es ein Restaurant an diesem Ort). Auf der östlichen Seite des Mausoleums befand sich die Moschee von Mir-Sayid Bakhrom (jetzt gibt es einen Teil des Parks und flaches Land anstelle davon). Der Hügel, das Grab und die Moschee wurden während der Sowjetzeit zerstört und eingeebnet. Außerhalb des Mausoleums gibt es vier große (1 m hoch und 50 × 50 cm Basis) und eine kleine (50 cm hoch, 25 × 25 cm Basis) dekorative Steinsäulen, die zu den Säulen gehören sollen, die auf der Veranda von Mir-Sayid Bakhrom platziert wurden ("Karmana — qadimiy diyor", p.94,2007). Das Mausoleum wurde 1976 einer großen Restaurierung unterzogen, die angrenzenden Gebäude und der Friedhof wurden abgerissen. In den Jahren 1985–1990 wurde auf der Süd- und Ostseite des Mausoleums von Mir-Sayid Bakhrom (an Stelle der zerstörten Moschee) ein Kinder-Vergnügungspark gebaut. Ein Sommerkino mit 140 Plätzen, eine Kinder-Musikschule und eine Kinder-Sportschule wurden neben dem Park gebaut und in Betrieb genommen ("Karmana — qadimiy diyor", p. 95, 2007).

## Archäologische Forschungen
In der ersten Hälfte des 20. Jahrhunderts, als sowjetische Archäologen Expeditionen in Karmana organisierten und historische Bauwerke untersuchten, war die Fassade des Mausoleums von Mir-Sayid Bakhrom über alle Maßen verputzt, eine Seite war mit Vorbauten bedeckt, die mit der Moschee verbunden waren, und nur die nördlichen und westlichen Wände waren von außen sichtbar. Aus diesem Grund hielten viele Forscher das Mausoleum für ein modernes Gebäude und schenkten ihm keine Aufmerksamkeit ("Материалы по истории и теории архитектуры Узбекистана", p. 52, 1950).
Im Jahr 1934 führten die Mitglieder der Zarafshan-Archäologischen Expedition Forschungen im Grab von Mir-Sayid Bakhrom durch, aber irrtümlich ordneten sie es unter den Strukturen der späteren Periode ein. Expeditionsteilnehmer Wassili Schischkin zeichnete eine schematische Zeichnung des reliefartigen Musters des Gebäudes in sein Tagebuch ("Материалы по истории и теории архитектуры Узбекистана", p. 57, 1950).
Die Archäologin Antonina Pisarczyk, die sich auf die Erforschung der architektonischen Denkmäler von Karmana im Jahr 1942 spezialisiert hatte, konzentrierte sich auf dieses Mausoleum und veröffentlichte ein Buch mit einer kurzen Beschreibung des Mausoleums und mehreren Bildern. Im Jahr 1947 wurde das Mausoleum von Architekten und Archäologen gründlich untersucht, und die überschüssigen Putze an der Außen- und Innenseite wurden abgekratzt ("Материалы по истории и теории архитектуры Узбекистана", p. 52, 1950).

## Welterbe-Status
Diese Stätte wurde am 18. Januar 2008 in die vorläufige Liste des UNESCO-Weltkulturerbes in der Kategorie Kultur aufgenommen.